# Rayalaseema
Rayalaseema, en télougou : రాయలసీమ (IAST : Rāyalasīma), est une région géographique de l'État indien de l'Andhra Pradesh. 
Elle est située dans la région méridionale de l'État d'Andhra Pradesh. La région est bordée au sud par l'État du Tamil Nadu, à l'ouest par celui du Karnāṭaka, au nord par le Telangana, à l'est par les districts de Nellore et de Prakasam et par la baie du golfe du Bengale. 
Elle comprend les huit districts suivants : Anantapur, Annamayya, Chittoor,  Kadapa, Kurnool, Nandyal, Sri Sathya Sai et Tirupati.
Selon le recensement de l'Inde de 2011, la région et ses districts comptent une population de 15 184 908 habitants.

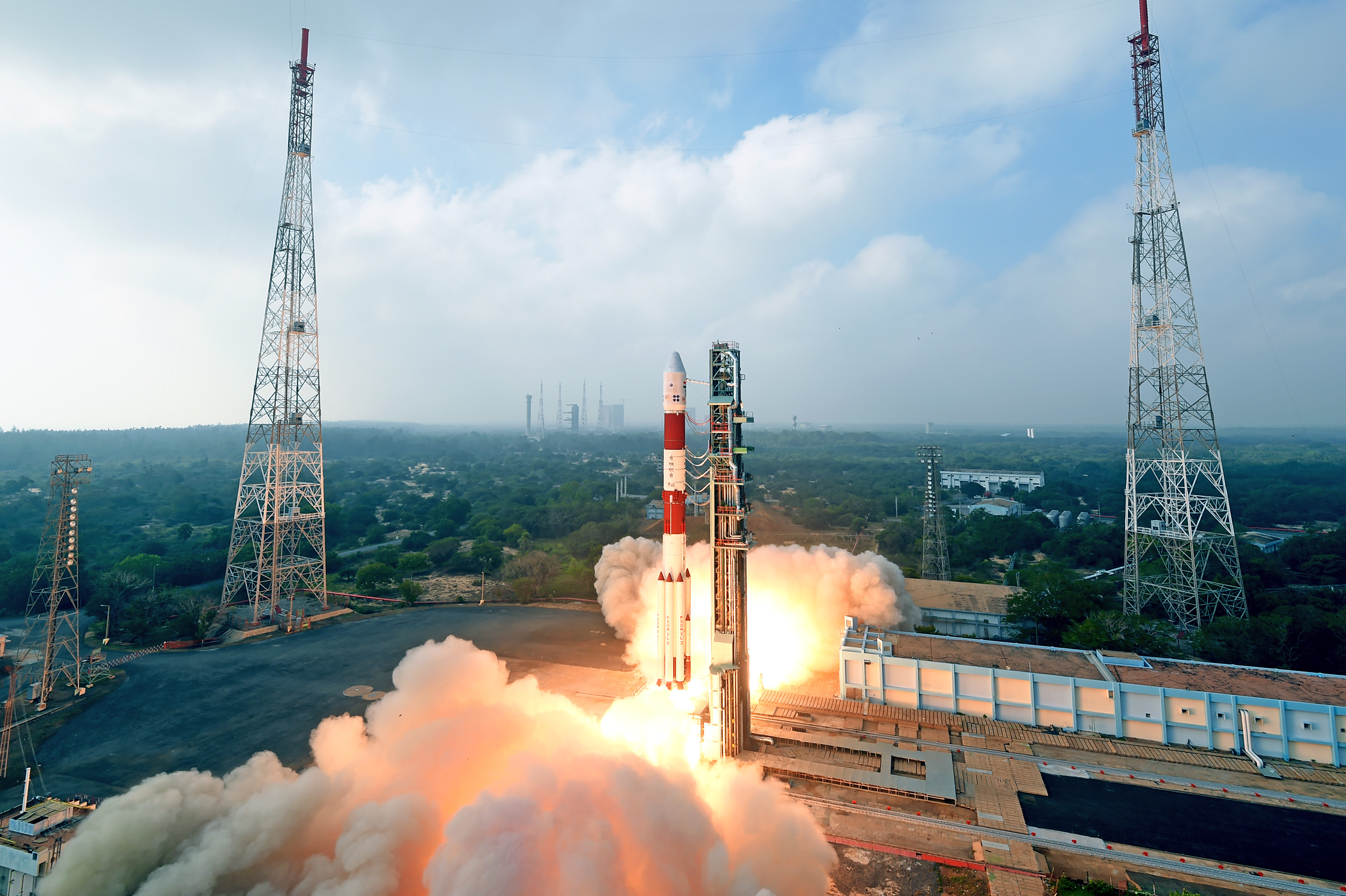
Centre spatial Satish-Dhawan sur l'île de Sriharikota.
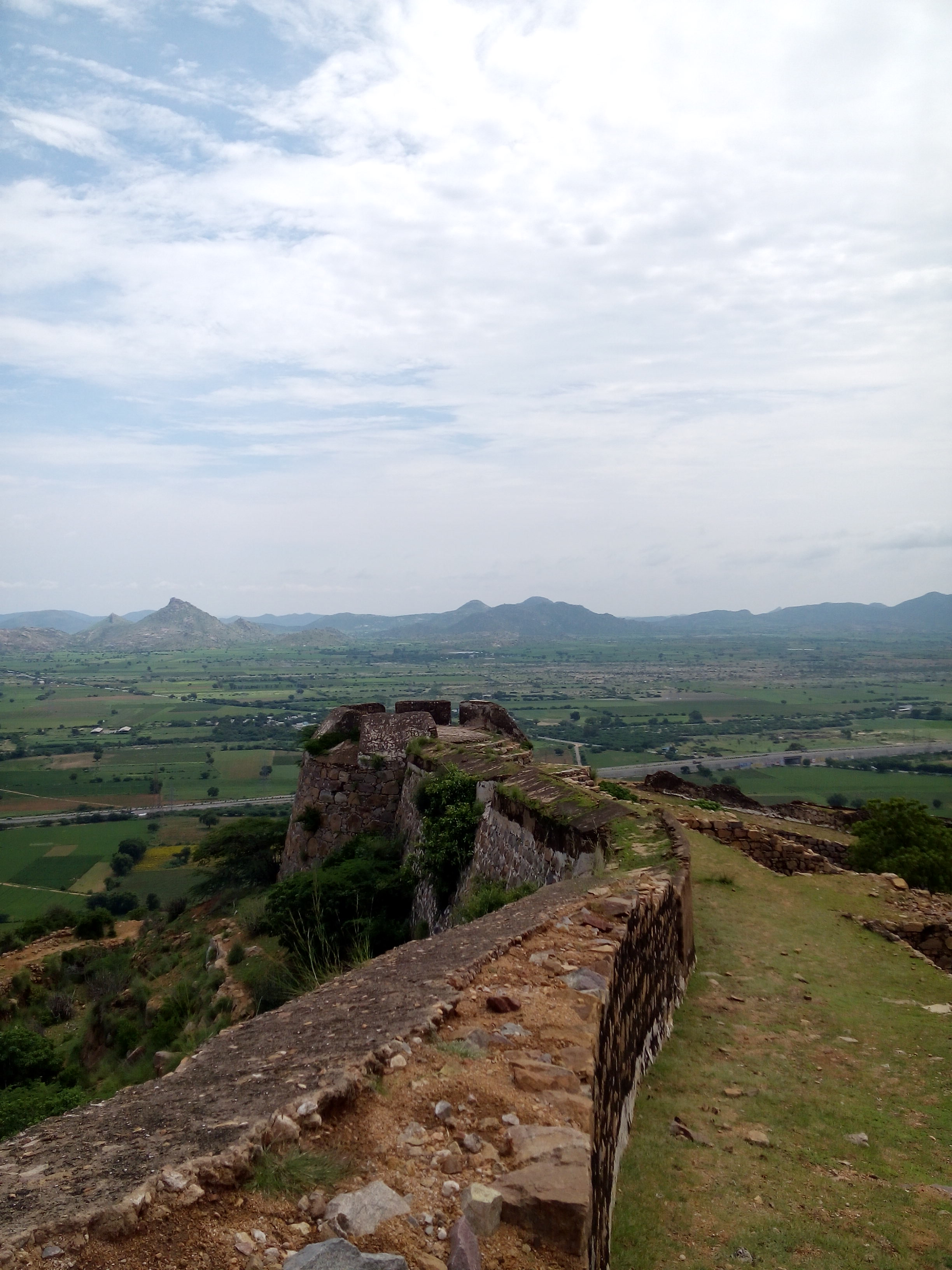
Le fort Gooty (en) à Gutti (en).
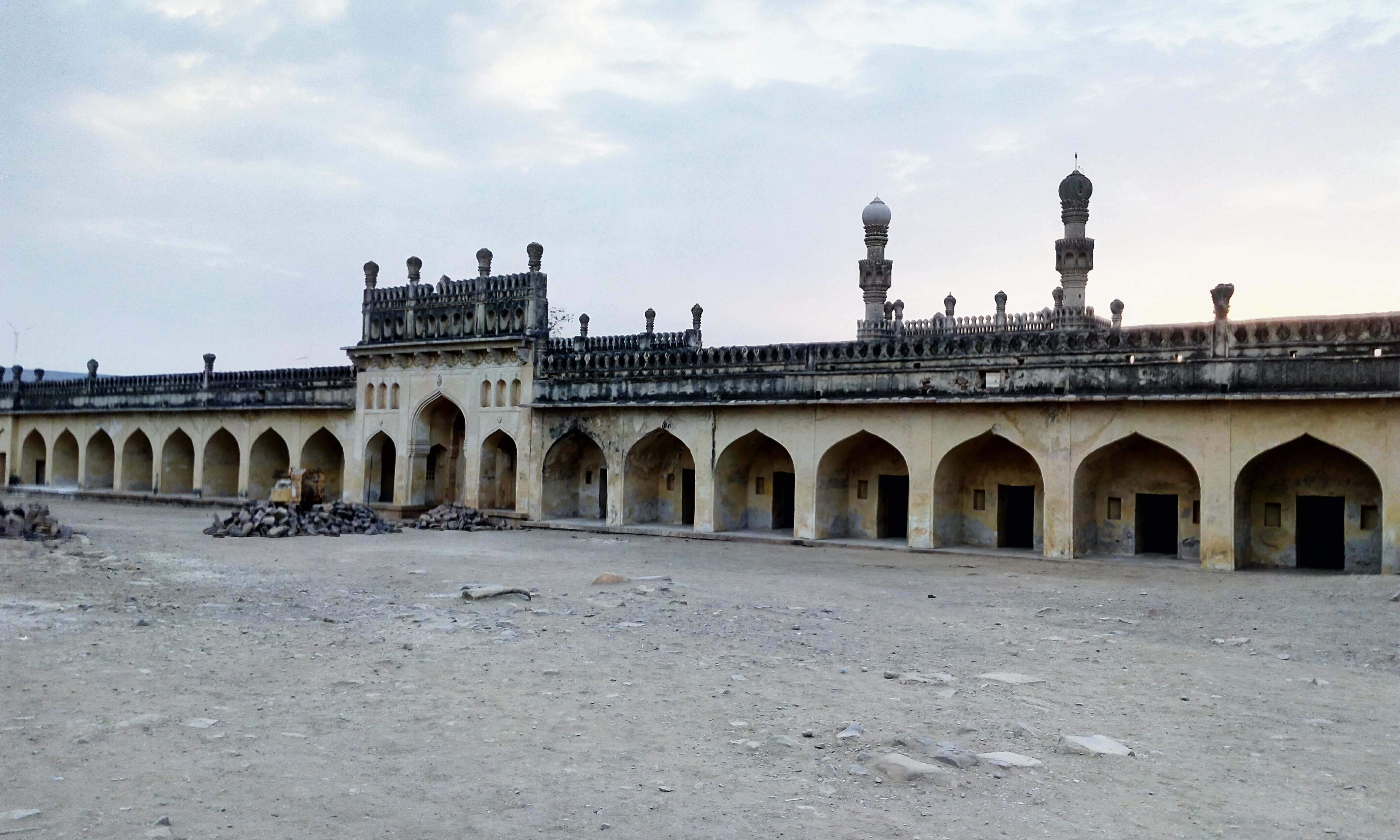
Le fort de Gandikota.